# Melasina trichodyta
Melasina trichodyta är en fjärilsart som beskrevs av Edward Meyrick 1924. Melasina trichodyta ingår i släktet Melasina och familjen säckspinnare. Inga underarter finns listade i Catalogue of Life.